# Ferenc Liszt
Franz Liszt (křtěn , maďarsky Ferenc; 22. října 1811 Raiding (Doborján), tehdy Uhersko v rámci Rakouského císařství, dnes Burgenland, Rakousko – 31. července 1886 Bayreuth, Bavorsko, Německé císařství) byl rakousko-uherský klavírní virtuos a hudební skladatel, jeden z nejslavnějších klavíristů své doby a jeden z nejproduktivnějších skladatelů 19. století.
V průběhu své skladatelské činnosti komponoval v různých stylech. Nejprve patřil mezi přední představitele romantismu. Svými symfonickými básněmi byl jedním z průkopníků programní hudby. Jeho hlavní díla pak patří do tzv. novoněmeckého hudebního stylu.

## Život

### Původ

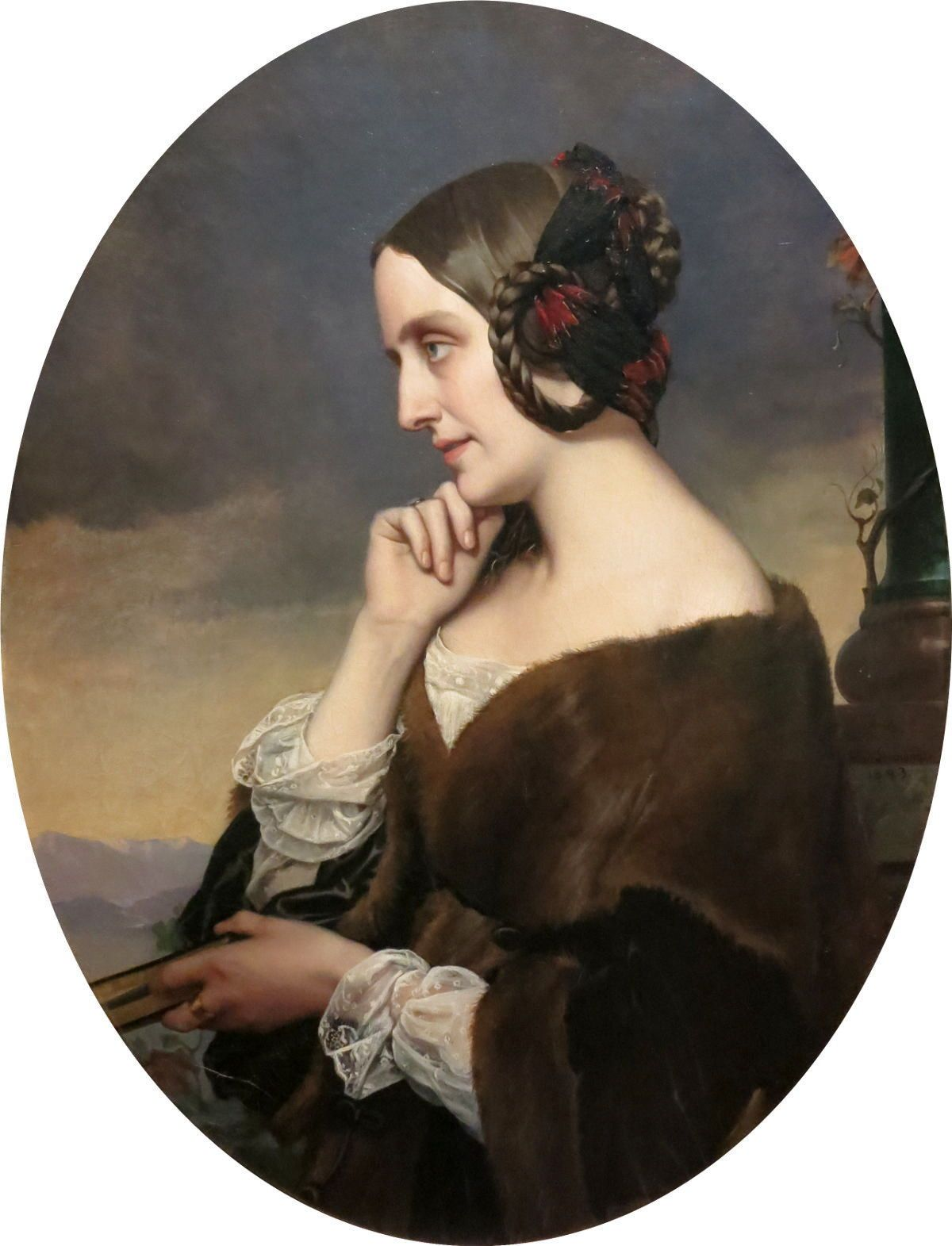
Marie d'Agoult ve věku 37 let, obraz vytvořil Henri Lehmann

Lisztova matka Anna, rozená Marie Anna Lager (9. května 1788, Kremže, Dolní Rakousy – 6. února 1866, Paříž, Francie) byla Rakušanka. V devíti letech ztratila rodiče a musela se přestěhovat do Vídně, kde pracovala jedenáct let jako služka. 11. ledna 1811 se provdala za Adama Lista z vesnice Unterfrauenhaid (Lók) v tehdejší Šoproňské župě, dnes v Burgenlandu. List se narodil v Edelstalu (Nemesvölgy) nedaleko Bratislavy. Jeho rodina měla předky německé (Podunajští Švábové) a slovenské (z Malacek). Byl amatérský pianista a cellista, povoláním úředník na dvoře knížete Mikuláše II. Esterházyho. Protože jeho příjmení List se v maďarsko-německém prostředí vyslovovalo nesprávně jako „lišt”, začal se psát jako Liszt, což přejal i jeho syn a později i další členové širší rodiny.
Lisztova národnost bývá předmětem sporů, „nárok“ na něj si činí Maďaři, Rakušané i Slováci, z toho plyne také nejednotnost v zápisu jeho křestního jména. Liszt byl pokřtěn jako Franciscus (v Uhersku byla tehdy úředním jazykem latina), vyrostl v německo-slovenském jazykovém prostředí a později se naučil výborně francouzsky. Sám se podepisoval jako Franz, ale hlásil se k Maďarům. Maďarsky ovšem uměl jen málo, i když se ještě ve starším věku pokoušel tento jazyk ovládnout.

### Dětství a mládí
Franz, kterého základům klavírní hry učil již od šesti let jeho otec, projevil záhy výjimečné hudební nadání. Hudbu skládal od osmi let a první koncerty byl schopen absolvovat již v devíti letech. Díky finanční podpoře uherské šlechty mohl od roku 1821 studovat hudbu ve Vídni, kde jej učili Carl Czerny hře na klavír a Antonio Salieri hudební kompozici. Czerny předvedl v roce 1823 svého nadaného žáka Beethovenovi, který se o jeho hře vyjádřil pochvalně. Téhož roku odjel Liszt do Paříže, kde pokračoval v samostudiu klavírní hry. Skladbu zde studoval soukromě u Antonína Rejchy a operního skladatele Ferdinanda Paëra. Během svého pobytu v Paříži poznal řadu předních literátů své doby, mj. Victora Huga a Heinricha Heina. Značný vliv na něj měli básník Alphonse de Lamartine a sociální reformátor Félicité Robert de Lamennais. Do pařížského období spadají i jeho první kontakty s Chopinem a Berliozem.
Počátkem roku 1831 navštívil koncert, který v Paříži dával houslový virtuos Niccolò Paganini, což jej motivovalo ke snaze stát se nejlepším klavíristou své doby. Pod dojmem tohoto koncertu napsal ještě téhož roku etudy pojmenované po Paganinim a o 20 let později další, rozšířené. Často v té době cvičil o samotě pět hodin denně. Léta 1839–1847 strávil na nepřetržitém koncertním turné jako klavírista. Hrál prakticky ve všech zemích: od Lisabonu po Moskvu, od Dublinu po Istanbul. Jeho proslulost po Evropě byla srovnatelná Paganiniově.

### Vztahy k ženám

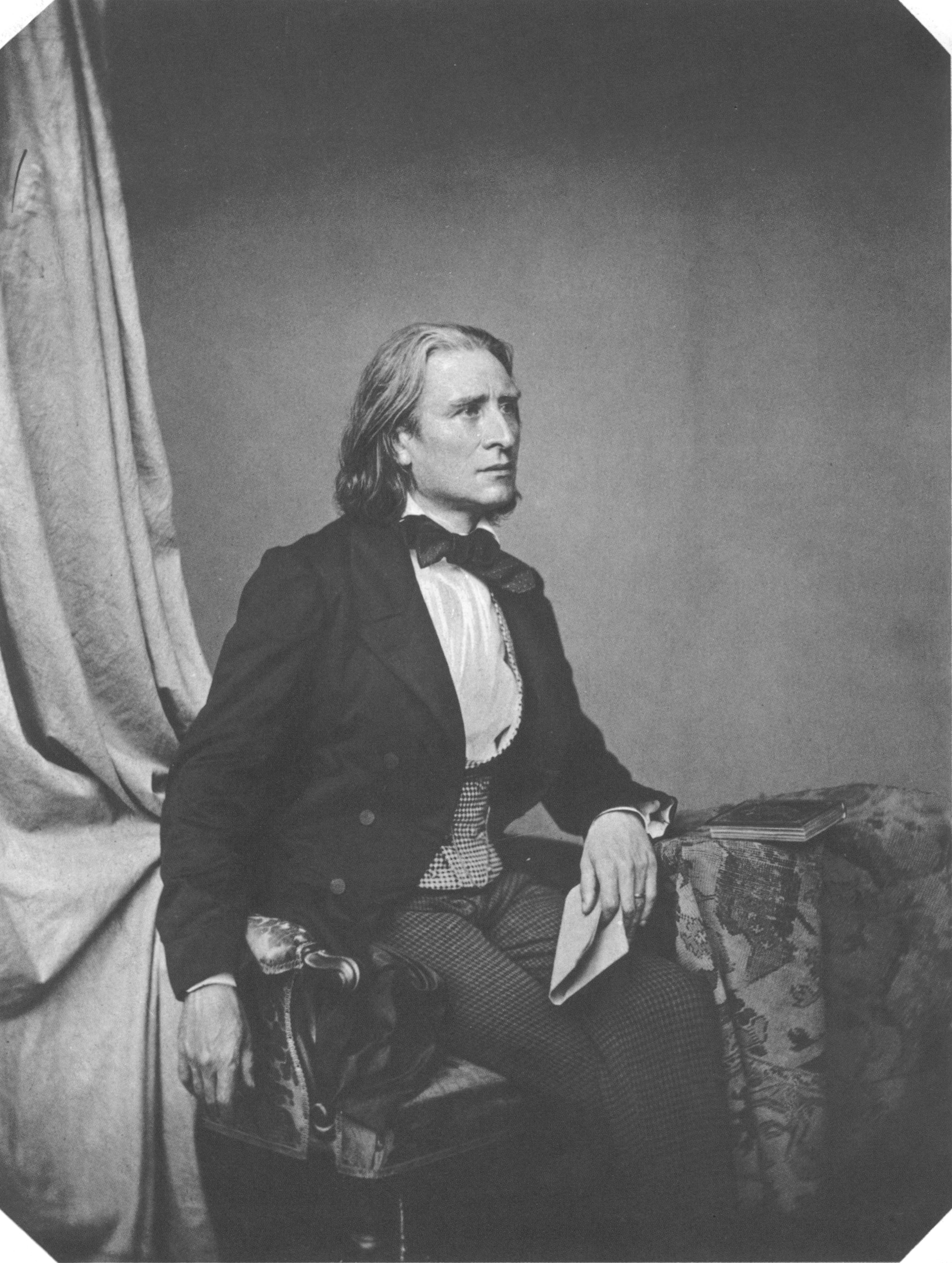
Ferenc Liszt v roce 1858, fotografie od Franze Hanfstaengla

Liszt byl známý svými početnými milostnými vztahy. První dlouhodobou družkou se mu stala hraběnka Marie d'Agoult (1805–1876), se kterou se poznal snad koncem roku 1832 v Paříži, pravděpodobně v salonu markýzy le Vayer. O pět let starší d'Agoult byla spisovatelka píšící pod synonymem Daniel Stern. Od počátku roku 1833 jej Marie d'Agoult stále častěji zvala do svého domu. V roce 1835 se rozvedla se svým manželem, s nímž měla dvě dcery, a přijela za Lisztem do Ženevy. Poté společně odjeli opět do Francie, a to na zámek Nohant k Mariině přítelkyni Amandine Dupin de Francueil, spisovatelce píšící pod mužským pseudonymem George Sand. S Marií d'Agoult žil Liszt beze sňatku několik let a narodily se jim tři děti: Blandine (1835–1862), Cosima (1837–1930, provdaná později za Hanse von Bülow a Richarda Wagnera) a Daniel (1839–1859). Marie d'Agoult a Liszt ukončili svůj vztah koncem roku 1843 poté, co vyšlo najevo Lisztovo milostné dobrodružství s herečkou Charlottou von Hagn v Berlíně. O jejich společné děti se poté v Paříži starala nějakou dobu Lisztova matka Anna, zatímco Liszt cestoval po Evropě.

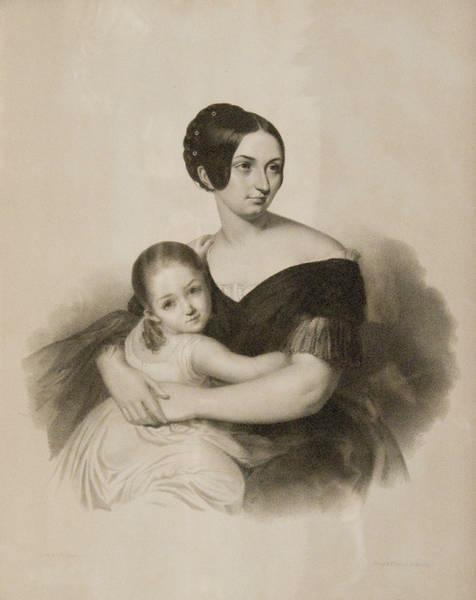
Carolyne zu Sayn-Wittgenstein se svou dcerou Marií, kolem 1840

V letech 1847 až 1861 měl poměr s vdanou šlechtičnou Carolyne zu Sayn-Wittgenstein (1819–1887), plným jménem Carolyne Elisabeth kněžna zu Sayn-Wittgenstein-Berleburg-Ludwigsburg. Tato dáma polského původu (rodem Carolyne Iwanowska) měla hluboký vztah k hudbě, který její manžel nesdílel. V roce 1861 byla její žádost o rozvod u papeže Pia IX. sice schválena, ale dlouho toužená svatba ztroskotala v důsledku intervence manželových příbuzných, po které měla kněžna Carolyne opět předložit svůj rozvodový spis Svatému stolci. Carolyne zu Sayn-Wittgenstein rezignovala a ona a Liszt se jako milenci rozešli. Bylo to z jejího popudu, jehož pravý důvod není znám. Oba však zůstali blízkými přáteli až do Lisztovy smrti v roce 1886.

### Roky ve Výmaru
V roce 1841 se Liszt seznámil se sasko-výmarským velkovévodou Karlem Alexandrem. Na jeho žádost se od roku 1848 stal ve Výmaru, kam s ním odešla i Carolyne Wittgenstein se svou dcerou Marií, dvorním kapelníkem. Zároveň zanechal veřejného vystupování jako klavírista. Zde se věnoval hudební kompozici a dirigoval tamější orchestr při operních provedeních a koncertech. Rovněž dával lekce hry na klavír a psal články o Hectoru Berliozovi a svém pozdějším zeti Wagnerovi. V tomto období také složil své nejoceňovanější orchestrální a sborové skladby.

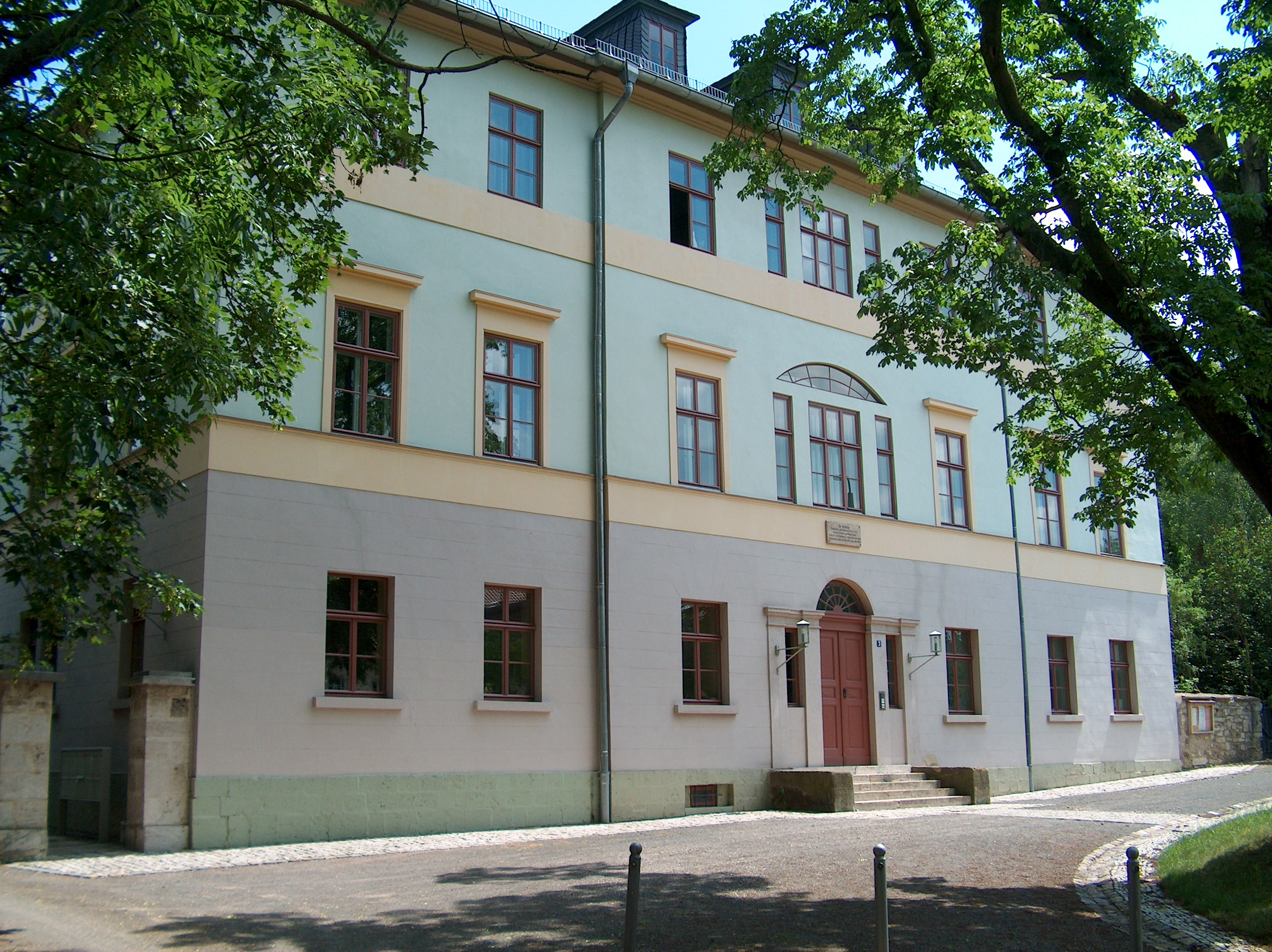
Altenburg – Lisztovo místo pobytu ve Výmaru

 Liszt měl ve Výmaru na starosti repertoár koncertů tamní filharmonie a osobně je dirigoval. Značně změnil dramaturgii. Kromě skladeb mistrů vídeňského klasicismu (zejména Haydna a Mozarta) začal – k nelibosti publika – uvádět i skladby současných autorů, zejména svého přítele Richarda Wagnera. Liszt musel čelit intrikám svého předchůdce Hippolyte Chelarda a neochotě špatně placených hráčů dostát nárokům, které na ně nový kapelník kladl. Společensky mu také příliš nepomohlo soužití se stále vdanou Carolynou von Wittgenstein. Roku 1850 se mu podařilo do orchestru angažovat Josepha Joachima. Mladičký virtuóz však ve Výmaru vydržel jen dva roky. Lisztova práce nicméně přinášela ovoce a Výmar začal opět získávat mezinárodní renomé. Přispělo k tomu uvádění takových děl jako byl Manfred od Roberta Schumanna, Benvenuto Cellini od Hectora Berlioze nebo oper Richarda Wagnera. Když bylo zřejmé, že car Mikuláš I. nedá souhlas k rozvodu Lisztovy přítelkyně Carolyny, nastěhoval se skladatel k ní do vily Altenburg (dnes v ní je Lisztova konzervatoř). Zde ho navštěvovali jeho žáci – Carl Tausig, Hans von Bülow, Karl Klindworth či Julius Reubke. Von Bülow si v roce 1857 vzal jeho dceru Cosimu, ve stejném roce se vdala i druhá Lisztova dcera, kterou měl s Marií d'Agoult, Blandina. Altenburg se stal společenským salónem, v němž se scházela intelektuální smetánka. Patřili k ní např. Hans Christian Andersen, Bettina von Arnim či Gustav Freytag. V říjnu 1857 se generálním intendantem ve Výmaru stal Franz von Dingelstedt, který dával přednost činohře a hudební vkus měl odlišný od Liszta. Ten se postupně z hudebního života ve Výmaru stahoval a v roce 1861 ho definitivně opustil.
Během Lisztova výmarského působení se kolem něj zformoval okruh modernistických skladatelů, pro něž se užívá název Novoněmecká škola. Za vzory jim, kromě Liszta, sloužila díla Hectora Berlioze a Richarda Wagnera. Konzervativnější protiváhu představovali houslista a skladatel Joseph Joachim, Johannes Brahms a hudební kritik Eduard Hanslick.
Do výmarského období spadá velká část Lisztova zralého díla. Především to je 13 symfonických básní, hudebního útvaru, k jehož zakladatelům Liszt patřil. Patří sem rovněž jeho zásadní dílo pro sólový klavír, sonáta h moll.

### Poslední léta
V roce 1861 odešel Liszt na odpočinek do Říma. Byl jedním z protagonistů 1000. výročí oslav příchodu sv. Cyrila (Konstantina) a sv. Metoděje na Velkou Moravu v Římě, kde roku 1865 přijal čtyři nižší svěcení beze slibu celibátu (byl pak nazýván abbé Liszt) a stal se terciářem ve františkánském řádu. Pobýval jako host v několika římských klášterech a  stýkal se s příslušníky kléru včetně papeže Pia IX.
Liszt se nejednou zachoval nezištně vůči svým kolegům – skladatelům. Například počátkem roku 1869 poslal do Norska doporučující dopis, aby mladý Edvard Grieg obdržel státní stipendium na studijní pobyt v zahraničí. V roce 1870 se oba umělci dvakrát sešli v Římě. Grieg Lisztovi přehrál větu ze svých Humoresek op. 6, Liszt zase prima vista přehrál Griegův klavírní koncert.
V pozdějším věku se Liszt opět začal zajímat o uherský národní život, v němž se angažoval už ve 40. letech. Od roku 1871 dělil svůj čas mezi Řím a Výmar a od roku 1875 až do svého zranění v roce 1881 (upadl na schodech do zahrady) rovněž několik měsíců v roce učil na Maďarské konzervatoři v Budapešti. Ferenc Liszt je pohřben na hřbitově v Bayreuthu, kde zemřel u své dcery Cosimy Wagnerové.

### Liszt, Čechy a Morava

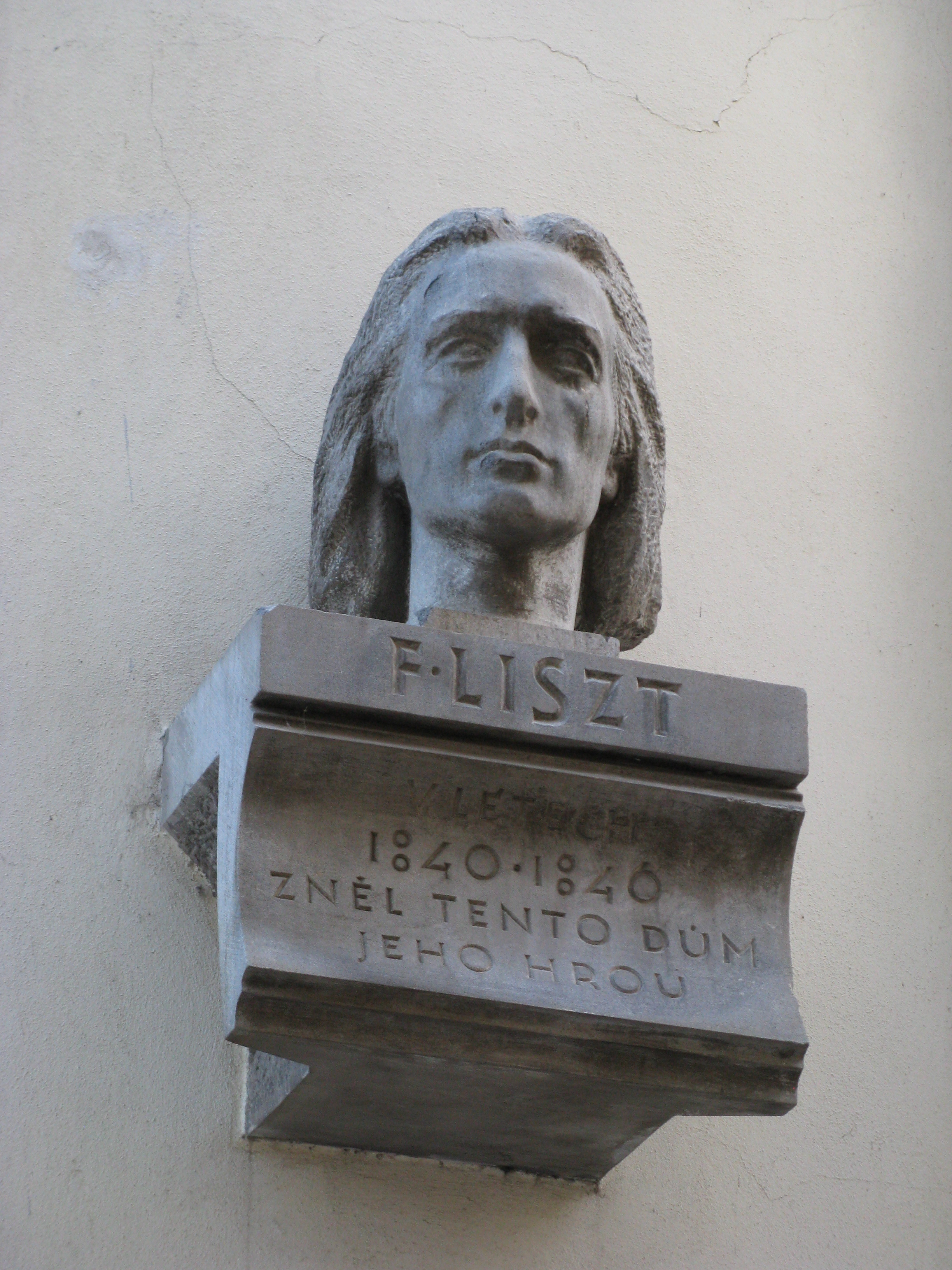
Lisztova busta z roku 1962 od Hany Wichterlové na paláci Platýz, kde Liszt v Praze bydlel

Skladatel pobýval na území Čech a Moravy několikrát. Do Prahy přijel poprvé v roce 1840, kdy zde uspořádal šest koncertů. Na programu toho prvního byla díla Beethovenova (sonáta Měsíční svit), Schubertova (mj. Ave Maria), Weberova (mj. Vyzvání k tanci), Paganiniho (Campanella), Rossiniho a některé z jeho Uherských národních melodií. Kritika nešetřila chválou. V onom roce vznikla také jediná jeho skladba inspirovaná českými dějinami: Husitská píseň (mystifikace Václava Hanky), Searlovo číslo 234. V Praze pak koncertoval ještě v roce 1846, kdy zde řídil své skladby také Berlioz. V témže roce vystoupil rovněž v Brně. V září 1856 dirigoval Liszt v Praze svou Ostřihomskou mši. Lisztovy pražské pobyty připomíná busta na domě čp. 416 v Martinské ulici na Starém Městě pražském. Další dva koncerty pod Lisztovou taktovkou se v Praze uskutečnily v roce 1858. Liszt dirigoval oba své klavírní koncerty a čerstvě napsaná díla: symfonické básně Tasso, Ideály a Symfonii Dante. Uvádění děl soudobých skladatelů souviselo s novým přístupem k moderní hudbě na Pražské konzervatoři, který zavedl její druhý ředitel (od roku 1843) Jan Bedřich Kittl. Další Lisztova návštěva Prahy spadá do roku 1871, kdy navštívil Bedřicha Smetanu a Jana Procházku.

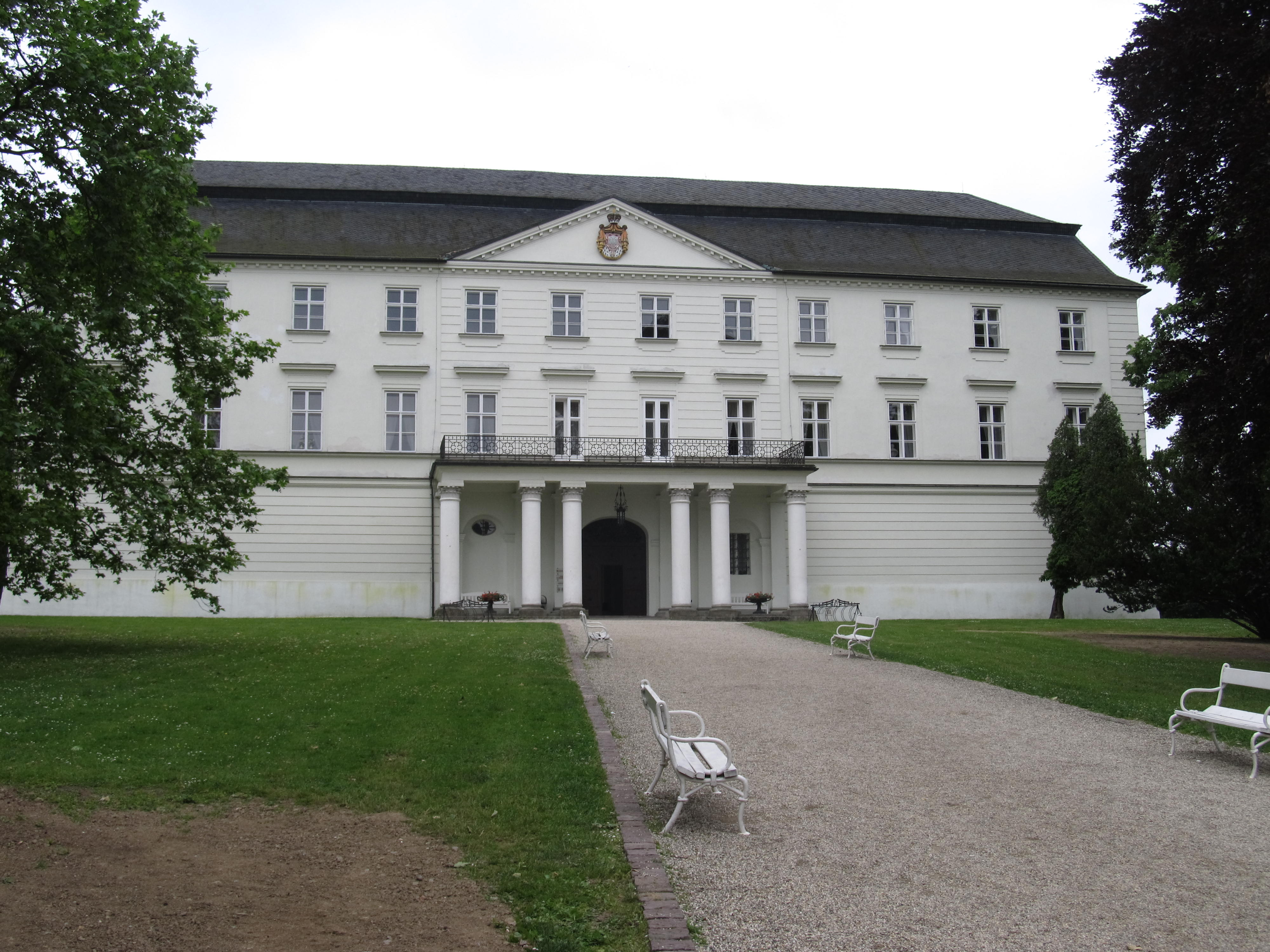
Hradec nad Moravicí, kde Liszt několikrát pobýval

 Právě Smetana měl z českých skladatelů k Lisztovi nejblíže. V roce 1840 byl mezi posluchači Lisztova pražského koncertu. Roku 1848 ho písemně požádal o půjčku 400 zlatých a věnoval mu svůj klavírní cyklus Six morceaux caractéristiques (Šest charakteristických kusů). „Především Vám vyslovuji nejoddanější dík za věnování, které přijímám s radostí tím větší, že skladby skutečně patří k nejznamenitějším, krásně cítěným a nejjemněji propracovaným, jež jsem v poslední době poznal,“ odpověděl Liszt. Peníze mu nepůjčil, zařídil však vydání cyklu v Lipsku. Osobně se oba komponisté seznámili v roce 1850, když Liszt přijel do Prahy. Oba spolu hráli čtyřručně na klavír a mimo to i whist. Roku 1856 v Praze Liszt dirigoval Ostřihomskou mši, Smetana se také zúčastnil provedení. Krátce nato Smetana odjel do Göteborgu. Cestou na druhý göteborský pobyt se v roce 1857 i s manželkou a dcerou zastavil u Liszta ve Výmaru. Jejich vztahy se ještě upevnily během dalších setkání koncem 50. let. Nicméně Smetanovi se nikdy nepodařilo Liszta přimět, aby uvedl některou z jeho symfonických básní, inspirovaných právě jeho tvorbou. Přesto v jednom z dopisů svému velkému vzoru napsal: „Pokládejte mě za nejhorlivějšího stoupence našeho uměleckého směru, jenž slovem i činem stojí za jeho svatou pravdou,“ napsal Lisztovi.
S Lisztem se stýkal také učitel Antonína Dvořáka na Varhanické škole v Praze Josef Krejčí. Je proto logické, že Dvořákova raná tvorba je Lisztem – a také Wagnerem – značně ovlivněna. Platí to zejména o jeho třech smyčcových kvartetech vzniklých kolem roku 1868: B dur, D dur a e moll, čísla Burghauserova katalogu 17, 18, 19. Roku 1873 podal Dvořák podpůrnému spolku Svatobor žádost o finanční příspěvek, aby mohl navštívit Liszta ve Výmaru. Spolek však skladatelově prosbě nevyhověl.
Začátkem 40. let se Liszt spřátelil s knížetem Felixem Lichnovským, který ho občas doprovázel na jeho cestách. Šlechtic ho také několikrát přivítal na rodinném zámku v Hradci nad Moravicí, poprvé v roce 1846. Liszt zde zahrál několik koncertů. Po smrti knížete Liszt Hradec ještě jednou navštívil; pracoval zde na symfonické básni Hungaria. I zde Lisztův pobyt připomíná pamětní deska.
Bonviván Liszt také neopomněl navštívit teplické lázně, které byly za jeho života jedním z evropských společenských center. V roce 1853 se ubytoval v jednom z domů v Dlouhé ulici.

## Hudební dráha a styl
Liszt po sobě zanechal velmi rozsáhlé dílo, z něhož velká část je dosud živá a hraje se na koncertech. Napsal kolem 350 vlastních skladeb a přes 200 transkripcí pro klavír děl jiných autorů. Počet jeho žáků se odhaduje na 400. Napsal nebo se podílel na osmi svazcích prózy. V mládí komponoval převážně pro klavír, po roce 1848 se zabýval spíše orchestrální tvorbou a ve stáří komponoval duchovní skladby.
Liszt byl tvůrcem mnoha technických inovací v klavírní hře. Hodně jeho skladeb patří mezi nejnáročnější v klavírním repertoáru. Často používal ve svých dílech tematické obměny podobné variacím nebo pozdějšímu leitmotivu Richarda Wagnera. Je též považován za tvůrce symfonické básně, řadící se do tzv. programní hudby. Liszt měl v této oblasti předchůdce v Beethovenově Pastorální symfonii či Berliozově Fantastické symfonii. Žádná z nich se ale neopírala o literární předlohu, s tím přišel teprve Liszt díky svému mimořádnému zájmu o literaturu. Patřil k prvním skladatelům, kterým se podařilo dokonale skloubit báseň a hudbu.

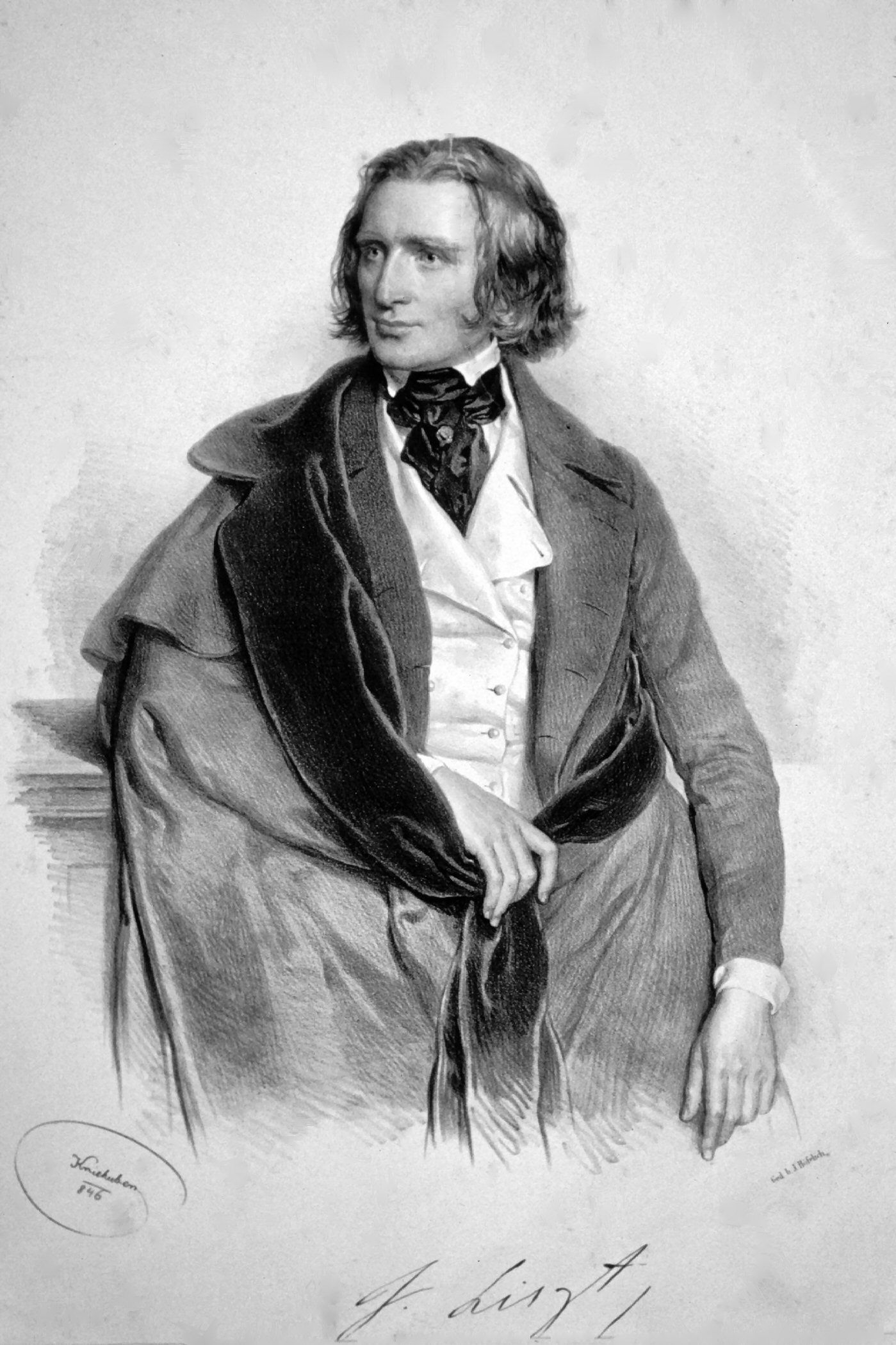
Portrét z roku 1846, vrcholná léta Lisztovy slávy

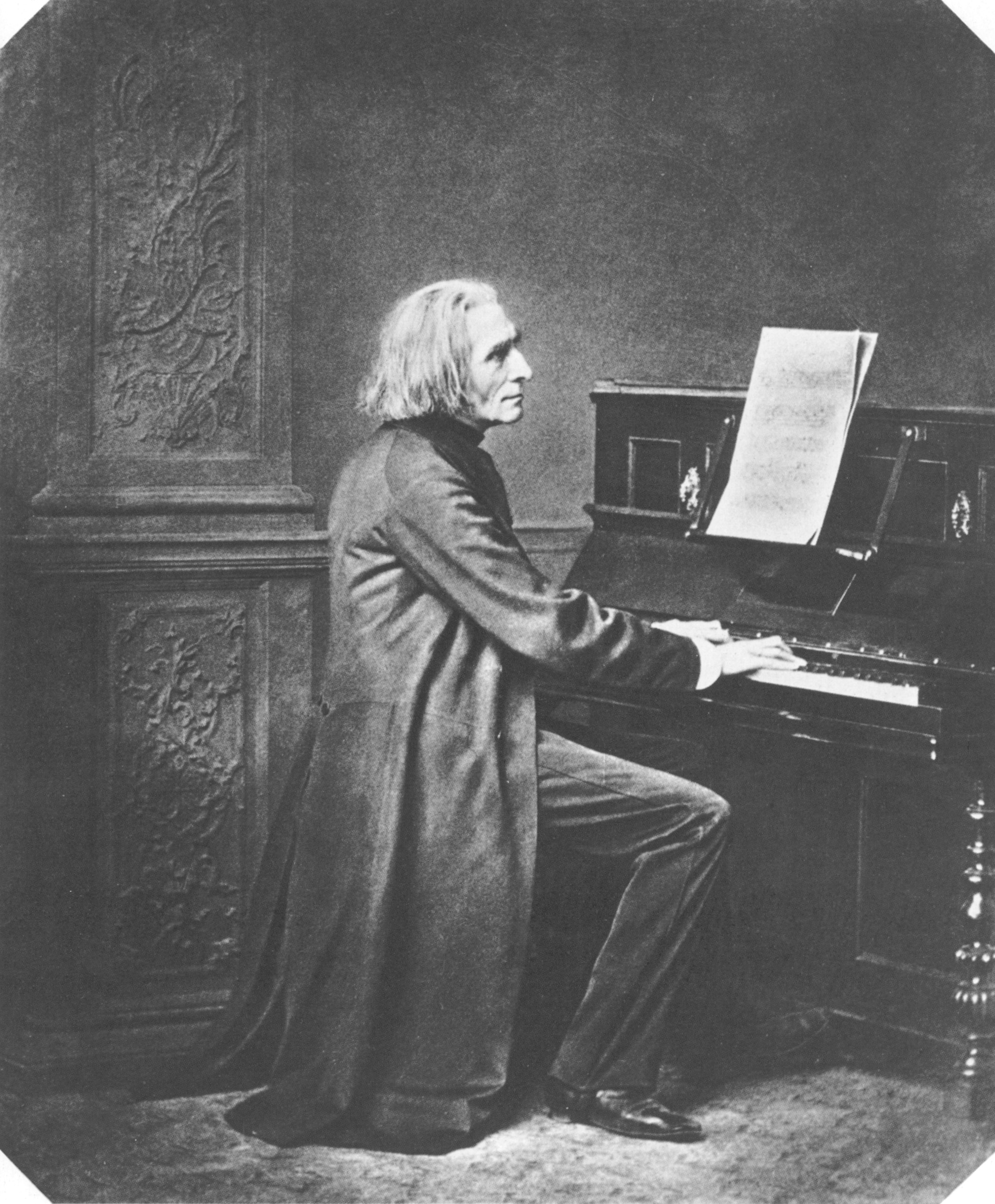
Ferenc Liszt u klavíru, okolo 1869, fotografie od Franze Hanfstaengla

Styl jeho hry byl na svou dobu převratný. Zatímco všichni dřívější klavíristé i jeho současníci, jako například Felix Mendelssohn-Bartholdy, hráli s rukama při klávesách a bez zbytečných pohybů, on ze svých koncertů udělal téměř divadelní představení. Začal nedbalou poklonou, zasedl ke klavíru a s rozmachem udeřil do nástroje. Mnoho klavíristů jeho stylem opovrhovalo, žádný ovšem nemohl popřít, že jeho virtuozita byla mimořádná a jeho muzikální cítění geniální. Jeho hudební talent je považován za jeden z největších v dějinách. Při svých koncertních cestách skládal také virtuózní transkripce na motivy jiných skladatelů. Tyto skladby však mají spíše historickou hodnotu.
V éře svého intenzivního koncertování po Evropě (40. léta 19. století) byl Liszt hvězdou, která své fanoušky strhávala k až hysterickému nadšení. Tento fenomén dostal označení „lisztománie“ a inspiroval např. britský hudební film Lisztomania (1975), kde Franze Liszta ztvárnil Roger Daltrey z rockové kapely The Who.
V pozdějším věku Liszt více experimentoval. Od stylu jeho předchozí tvorby se velmi odchylovaly například Atonální bagatela nebo skladba Nuages Gris (Šedé mraky). V Lisztově tvorbě lze také poprvé hovořit o hudebním monotematismu. Znamená to, že z jednoho motivu je odvozený celý tematický materiál skladby. Harmonické postupy a forma jeho pozdních skladeb ovlivnily mnoho pozdějších autorů, zejména Arnolda Schoenberga a Bélu Bartóka.

### Nástroje
Je známo, že Franz Liszt používal na svém portugalském turné klavíry Boisselot a později také v roce 1847 na turné v Kyjevě a Oděse v roce 1847. Liszt měl klavír Boisselot ve své rezidenci Villa Altenburg ve Výmaru. Skladatel vyjádřil svou oddanost tomuto nástroji ve svém dopise Xavieru Boisselotovi v roce 1862: „I když jsou klávesy téměř opotřebované bitvami, které na nich odehrává hudba minulosti, přítomnosti a budoucnosti, nikdy nebudu souhlasit se změnou a rozhodl jsem se ponechat si ho do konce mých dnů jako oblíbeného pracovního společníka“. Tento nástroj není v hratelném stavu. V roce 2011 na objednávku Klassik Stiftung Weimar vytvořil moderní stavitel Paul McNulty kopii tohoto Boisselotova klavíru, který je nyní vystaven vedle Lisztova nástroje. Mezi skladatelovými klavíry ve Výmaru byl také Erard, Alexandrovy „varhany“, Bechsteinův klavír a Beethovenovo Broadwoodovo křídlo.

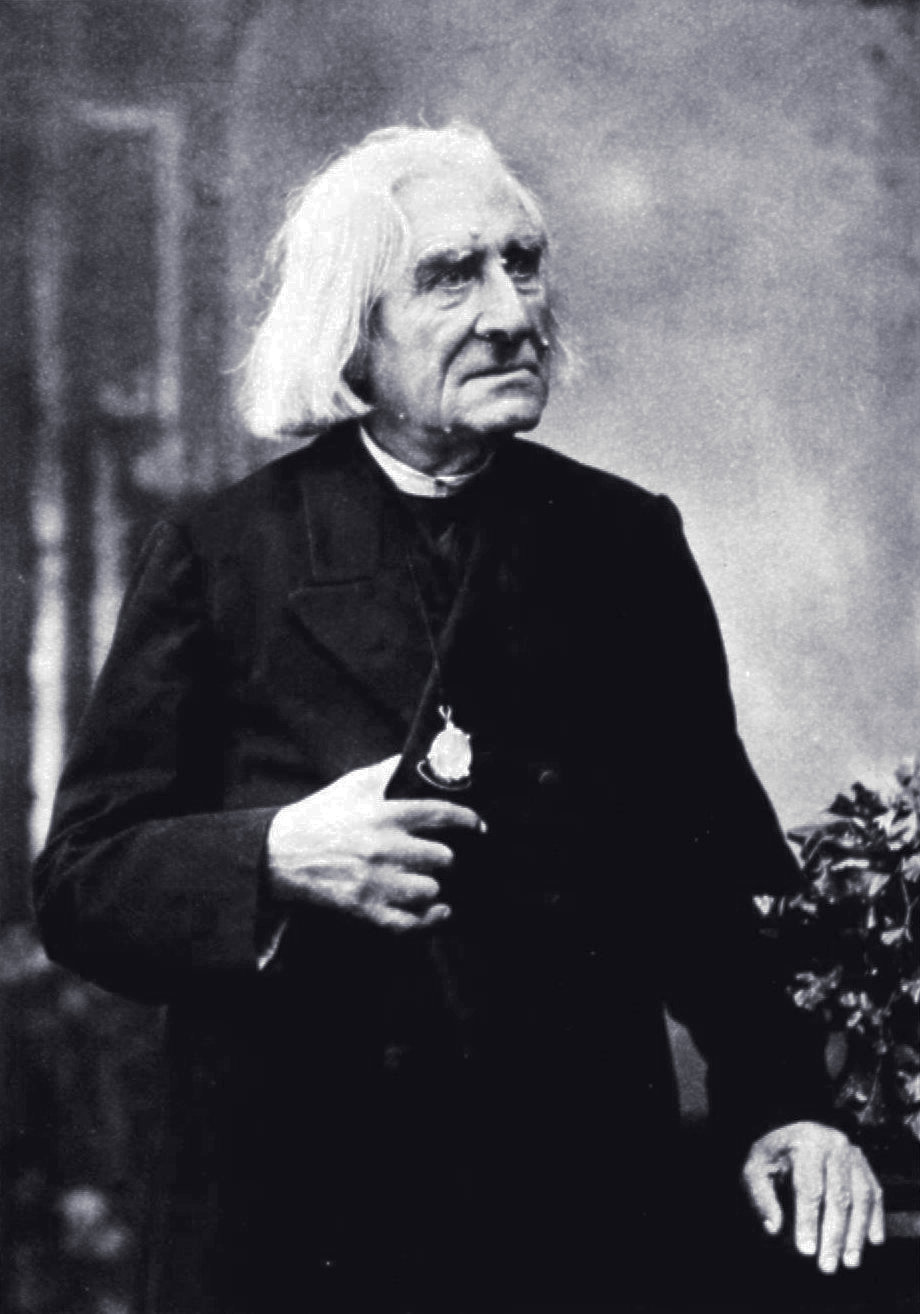
Ferenc Liszt ve vysokém věku (1884), fotografie Louise Helda

## Soupis Lisztova díla
V padesátých letech 20. století roztřídil Humphrey Searle ve své práci The music of Liszt Lisztovo dílo podle typu skladeb. Podle této klasifikace byla jednotlivým skladbám přiřazena čísla S. 1 (opera Don Sanche) až S. 768 (transkripce Schubertova Der ewige Jude); s čísly 990 až 999 jsou vedeny další, typově blíže nezařaditelné skladby.

## Seznam skladeb (výběr, číslování podle Searlova seznamu)

### Duchovní skladby
- 9 Missa solennis (Ostřihomská mše) (1855, 1857/58)
- 10 Missa choralis (1865)

### Světské sborové skladby
- 67 Slavnostní kantáta k odhalení Beethovenova pomníku v Bonnu (1845)
- 70 Umělcům (1853, 1856)

### Opery
- 1 Don Sanche aneb zámek lásky (premiéra 17.10. 1825 v Paříži)

### Orchestrální skladby
- 95–106 Třináct symfonických básní: Co slyšíme na hoře (Horská symfonie, 1848/49, 1854), Tasso, nářek a triumf (1849, 1854), Preludia (1848, 1854), Orpheus (1853/1854), Prometheus (1850, 1855), Mazeppa (1851, 1854), Slavnostní tóny (1853), Pohřeb hrdinův (1849/50, 1854), Hungaria (1854), Hamlet (1858), Bitva Hunů (1856/57), Ideály (1857), Od kolébky ke hrobu (1881/1882)
- 108 Symfonie Faust (1854)
- 109 Symfonie Dantova Božská komedie (1855/56)

### Klavírní koncerty
- 124 1. klavírní koncert Es-dur (1849)
- 125 2. klavírní koncert A-dur (1839, 1849)
- 125a 3. klavírní koncert Es-dur (1839, nedokončený)

### Skladby pro sólový klavír
- 137 Grandes études (1837-1839)
- 139 12 transcendentálních etud (1851)
- 141 Velké etudy podle Paganiniho (1851)
- 154 Poetické a náboženské harmonie (1833/1835)
- 161 Léta putování. Druhý rok (1837–1849)
- 178 Sonáta h moll (1852/1853)
- 192 Pět klavírních kusů (1865, 1873, 1876, 1879)
- 223 Dvě polonézy (1851)
- 242 Uherské národní melodie (4 svazky, 1839–1847)
- 244 19 uherských rapsodií (1846–1853, 1882, 1885)
- 514 První Mefistotelův valčík (1859/60)
- 541 Sny lásky (3 nokturna, 1850)

### Skladby pro varhany
- 259 Fantazie a fuga na chorál Ad nos salutarem undam (1850)
- 260 Preludium a fuga na jméno BACH (1855, 1870)

### Písně
- 296 Chtěl bych zahynout (1845)
- 320 Tři cikáni (1860)

Liszt kromě toho vytvořil množství klavírních transkripcí symfonických skladeb Schubertových, Mozartových, Wagnerových, Schumannových, Donizettiho a dalších.

### Nahrávky na soudobých nástrojích
- Riko Fukuda, Tomias Koch. Liszt, Chopin, Mendelssohn, Moscheles, Hiller. Grand duo Œuvres pour duo de pianofortes. Nahráno na originálnich klavírech Graf z roku 1830 a z roku 1845
- Pascal Mantin. Franz Liszt. “Un Sospiro”. Nahráno na originálním klavíru Erard z roku 1880